# Équipe de Suisse de football en 1912
Cet article présente l'année 1912 pour l'équipe de Suisse de football. En février, elle rencontre pour la première fois l'équipe de Belgique. La commission arbitrale de l'Association suisse de football est désormais seule aux commandes de la "Nati".

## Bilan
|           | Nombre de matchs | Victoires | Défaites | Matchs nuls | Buts marqués | Buts encaissés |
| Domicile  | 1                | 0         | 1        | 0           | 1            | 2              |
| Extérieur | 2                | 0         | 2        | 0           | 3            | 13             |
| Neutre    | 0                | 0         | 0        | 0           | 0            | 0              |
| Total     | 3                | 0         | 3        | 0           | 4            | 15             |

## Matchs et résultats
| Match amical                                | France                                                     | 4 - 1   | Suisse   | Stade Bauer, Saint-Ouen                         |                                                 |
| 18 février 1912 · Historique des rencontres | Mesnier 50e · Triboulet 60e · Maës 70e · Viallemonteil 83e | (0 - 0) | 86e Wyss | Spectateurs : 2 626 Arbitrage : Charles Barette | Spectateurs : 2 626 Arbitrage : Charles Barette |
| 18 février 1912 · Historique des rencontres | Rapport                                                    |         |          | Spectateurs : 2 626 Arbitrage : Charles Barette | Spectateurs : 2 626 Arbitrage : Charles Barette |

| Match amical                                | Belgique                                                            | 9 - 2   | Suisse               | Stade Broodstraat, Anvers                     |                                               |
| 20 février 1912 · Historique des rencontres | Van Cant 4e 11e · Saeys 22e 41e 67e · Six 39e 42e · de Veen 80e 83e | (6 - 0) | 61e Weiss · 77e Wyss | Spectateurs : 3 000 Arbitrage : Paul Schröder | Spectateurs : 3 000 Arbitrage : Paul Schröder |
| 20 février 1912 · Historique des rencontres | Rapport                                                             |         |                      | Spectateurs : 3 000 Arbitrage : Paul Schröder | Spectateurs : 3 000 Arbitrage : Paul Schröder |

| Match amical                           | Suisse           | 1 - 2   | Allemagne             | Espenmoos, Saint-Gall                         |                                               |
| 5 mai 1912 · Historique des rencontres | Weiss 43e (pen.) | (1 - 2) | 6e Kipp · 9e Mechling | Spectateurs : 5 200 Arbitrage : Henry Devitte | Spectateurs : 5 200 Arbitrage : Henry Devitte |
| 5 mai 1912 · Historique des rencontres | Rapport          |         |                       | Spectateurs : 5 200 Arbitrage : Henry Devitte | Spectateurs : 5 200 Arbitrage : Henry Devitte |